# Abusuan
Pour plus de détails, voir Fiche technique et Distribution.
Abusuan est un film du cinéaste ivoirien Henri Duparc, sorti en 1972.

## Synopsis
Un jeune cadre africain rentre dans son pays après avoir passé quinze années d’études en France. Il obtient un poste de Directeur Général de l’architecture. Après son installation, il décide d’aller rendre visite à sa famille au village, accompagné de sa femme et ses enfants.
Ce retour aux sources le confronte aux dures réalités quotidiennes de son pays, qu’il avait presque oublié en vivant en France : exode rural, manque d’écoles, chômage… Plusieurs membres de sa famille voient en lui l’espoir de s’en sortir et s’en remettent complètement à lui pour l’éducation de leurs enfants, la recherche d’un emploi et la gestion de leurs problèmes

## Fiche technique
- Titre : Abusuan
- Autre titre : La famille
- Réalisation : Henri Duparc
- Production : Société ivoirienne de cinéma (SIC) et la SECMA
- Distribution: Focale 13 (Les films Henri Duparc)
- Montage : Christine Aya
- Son : Pascal Kouassi
- Photographe de plateau : Christian Lacoste
- Pays d’origine : Côte d’Ivoire
- Langue : Français
- Format : 35 mm /couleur
- Genre : Comédie dramatique
- Durée : 93 minutes
- Date de sortie : 20 mai 1972

## Distribution
- Léonard Groguhet
- Natou Koly
- Jean-Baptiste Tiemele
- Kodjo Ebouclé[2]